# Kanelbrystet eremit
Kanelbrystet eremit (latin: Glaucis hirsutus) er en af de cirka 339 forskellige arter af kolibrier. Den er 10,7 cm lang og vejer 7 gram. Næbbet er 3,3 cm langt. Den minder meget om den noget mindre bronzeryggede eremit.